# Anoplodactylus californicus
Anoplodactylus californicus är en havsspindelart som beskrevs av Hall, H.V.M. 1912. Anoplodactylus californicus ingår i släktet Anoplodactylus och familjen Phoxichilidiidae. Inga underarter finns listade i Catalogue of Life.